# Omfartsvejen (Padborg)
 For alternative betydninger, se Omfartsvejen. (Se også artikler, som begynder med Omfartsvejen)
 Omfartsvejen er en to sporet omfartsvej der går igennem det nordlige Padborg.
Den er med til at lede trafikken ind til de store erhvervsområderne som ligger i den nordlige del af Padborg, så byen ikke bliver belastet af for meget trafik.
Vejen forbinder Tøndervej i nord med Hermesvej i syd, og har forbindelse til Hærvejen, Plantagevej, Østre Viaduktvej, Industrivej og Lejrvejen.